# Емблема Саудівської Аравії
Емблема Саудівської Аравії — один з офіційних символів держави.

## Опис
Містить два мечі й пальму. Пальма символізує головне дерево Саудівської Аравії. Мечі символізують два роди, які заснували сучасну Саудівську Аравію: рід Ібн-Сауд і рід Аль-Ваххаб.
Мечі також розташовані на прапорі Саудівської Аравії.